# Zirpkäfer
Die Zirpkäfer (Criocerinae) sind eine Unterfamilie innerhalb der Familie der Blattkäfer (Chrysomelidae).

## Merkmale
Typisches Merkmal dieser Käfer ist das Zirporgan, das aus einer Reihe paralleler Kutikula-Rippen auf dem letzten sichtbaren Hinterleibstergit (dem sogenannten Pygidium) und einem Feld von Kutikulazähnchen auf der Unterseite des Hinterwinkels der Flügeldeckennaht besteht. Wenn die Tiere in ihrer Bewegungsfreiheit eingeschränkt werden, reiben sie das Hinterleibsende rhythmisch an der Unterseite der Flügeldecken, wodurch ein Zirpgeräusch entsteht, das den Käfern den deutschen Namen eingebracht hat. Auch die Bezeichnung „Hähnchen“ für die heimischen Arten rührt daher. Im Englischen werden sie „shiny beetles“ genannt, was auf den metallischen Glanz der meisten tropischen Vertreter dieser Unterfamilie verweist.
Es handelt sich um kleine bis mittelgroße Käfer, die in der Regel zwischen vier und 12 Millimeter lang sind. Die kleinsten Arten erreichen ca. drei Millimeter, die größten ca. 20 Millimeter Körperlänge. Ihr Körperumriss ist durchweg schlank, der Halsschild ist merklich schmaler als die Flügeldecken, wodurch richtiggehende Flügeldecken-Schultern entstehen. Die Flügeldecken (Elytren) sind häufig metallisch schimmernd. Viele Arten haben auch Streifen oder Punkte auf den Flügeldecken.

## Lebensweise
Zirpkäfer ernähren sich – wie fast alle Blattkäfer – von grünem Pflanzenmaterial. Die einheimischen sind bis auf eine Art (Lema cyanella – Distelhähnchen) an einkeimblättrige Pflanzen gebunden (Liliaceae, Asparagaceae, Poales). Ihre deutschen Trivialnamen erhielten sie nach ihren typischen Fraßpflanzen: Lilienhähnchen (Gattung Lilioceris), Spargelhähnchen (Gattung Crioceris), Getreidehähnchen (Gattung Oulema).
Typischerweise überwintern die Imagines im Boden. Im Frühling erscheinen sie, sobald ihre Fraßpflanzen austreiben. Die Käfer müssen zunächst geringe Mengen Blattmaterials fressen, damit ihre Gonaden reifen. Sie paaren sich auf ihren Fraßpflanzen, wo die Weibchen die Eier in Reihen oder einzeln ablegen. Im Allgemeinen bringen die einheimischen Zirpkäfer zwei Generationen im Jahr hervor. Die Käfer der ersten Generation leben nur wenige Wochen, die der zweiten überwintern.
In den Tropen gibt es Artengruppen dieser Unterfamilie, die an Solanaceae, Convolvulaceae, Orchidaceae, Commelinaceae, Zingiberales und andere Pflanzengruppen gebunden sind.

## Verbreitung
Arten aus der Gattung der Zirpkäfer sind weltweit verbreitet, wobei sie besonders artenreich in den tropischen Regionen vorkommen.

## Systematik
Zu den Zirpkäfern werden ca. 1.400 bisher beschriebene Arten weltweit gerechnet, in Mitteleuropa finden sich 16 (je nach persönlicher Vorliebe führen einige Bearbeiter bis zu 20 Arten für Mitteleuropa auf). In Europa ist die Unterfamilie Criocerinae mit insgesamt 22 Arten in vier Gattungen vertreten.

### GattungCrioceris
- Gemeines Spargelhähnchen Crioceris asparagi (Linnaeus, 1758)
- Crioceris bicruciata Sahlberg, 1823
- Zwölfpunktiger Spargelkäfer Crioceris duodecimpunctata (Linnaeus, 1758)
- Crioceris macilenta Weise, 1880
- Crioceris paracenthesis (Linnaeus, 1767)
- Crioceris quatuordecimpunctata (Scopoli, 1763)
- Crioceris quinquepunctata (Scopoli, 1763)

### GattungLema
- Lema cyanella (Linnaeus, 1758)

### GattungLilioceris
- Lilioceris faldermanni (Guérin-Méneville, 1829)
- Lilienhähnchen Lilioceris lilii (Scopoli, 1763)
- Maiglöckchenhähnchen Lilioceris merdigera (Linnaeus, 1758)
- Lilioceris schneideri (Weise, 1900)
- Lilioceris tibialis (Villa, 1838)

### GattungOulema
Die beiden heimischen Arten dieser Gattung werden auch als Getreidehähnchen oder Grashähnchen bezeichnet.
- Oulema duftschmidi (Redtenbacher, 1874)
- Oulema erichsonii (Suffrian, 1841)
- Blaues Getreidehähnchen Oulema gallaeciana (Heyden, 1879)
- Oulema hoffmannseggii (Lacordaire, 1845)
- Oulema magistrettiorum (Ruffo, 1964)
- Rothalsiges Getreidehähnchen Oulema melanopus (Linnaeus, 1758)
- Oulema rufocyanea (Suffrian, 1847)
- Oulema septentrionis (Weise, 1880)
- Oulema tristis (Herbst, 1786)

### Weitere Gattungen
Weitere Gattungen sind für Arten von außerhalb Europas beschrieben worden:
- Atactolema Heinze, 1927
- Elisabethana Heinze, 1928
- Incisolema Pic, 1916
- Lagriolema Gressitt, 1965
- Manipuria Jacoby, 1908
- Mecoprosopus Chujo, 1951
- Metopoceris Heinze, 1931
- Mimolema Pic, 1921
- Neolema Monrós, 1951
- Ortholema Heinze, 1943
- Ovamela Fairmaire, 1887
- Pachylema Monrós, 1951
- Papulema Gressitt, 1965
- Petauristes Latreille, 1829
- Plectonycha Lacordaire, 1845
- Pseudocrioceris Pic, 1916
- Quasilema Monrós, 1951
- Sigrisma Fairmaire, 1888
- Stethopachys Baly, 1861
- Trichonotolema Heinze, 1927